# Proteostrenia ochrispila
Proteostrenia ochrispila är en fjärilsart som beskrevs av Eugen Wehrli 1936. Proteostrenia ochrispila ingår i släktet Proteostrenia och familjen mätare. Inga underarter finns listade i Catalogue of Life.